# جورج جيبس (لاعب كرة قدم)
جورج جيبس (بالإنجليزية: George Gibbs)‏ (23 ديسمبر 1953 بلندن في المملكة المتحدة - ) هو لاعب كرة قدم بريطاني في مركز الدفاع. لعب مع تورونتو بليزارد وتلسا رافنكس وروتشستر لانسر ‏ وكنساس سيتي كومتس ‏.